# Thomas Bürgler
Thomas Bürgler (Illgau, 3 marzo 1960) è un ex sciatore alpino svizzero.

## Biografia
Gigantista in grado di ben figurare anche in altre specialità originario di Rickenbach di Svitto e fratello minore di Toni, a sua volta sciatore alpino, in Coppa del Mondo Bürgler ottenne il primo piazzamento di rilievo il 12 dicembre 1982 a Val-d'Isère, classificandosi 5º in supergigante, e il primo podio il 20 dicembre 1983 a Madonna di Campiglio in combinata (2º); nella stessa stagione prese parte alla sua unica rassegna olimpica, Sarajevo 1984, classificandosi 11º nello slalom gigante e 10º nello slalom speciale.
Nel 1985, la sua migliore annata, salì per la prima volta sul gradino più alto del podio in Coppa del Mondo nello slalom gigante della Planai di Schladming dell'8 gennaio e il mese seguente partecipò ai Mondiali di Bormio, aggiudicandosi la medaglia di bronzo nella combinata e piazzandosi 15º nello slalom gigante, suoi unici piazzamenti iridati; ottenne pochi giorni dopo, il 15 febbraio sulla Podkoren di Kranjska Gora, la seconda e ultima vittoria di carriera in Coppa del Mondo, sempre in slalom gigante, e chiuse la stagione al 7º posto nella classifica generale e al 3º in quella di slalom gigante.
In Coppa del Mondo salì per l'ultima volta sul podio con il 3º posto nello slalom speciale di Parpan del 21 gennaio 1986 e il suo ultimo piazzamento fu il 14º posto ottenuto nello slalom gigante disputato il 13 gennaio 1987 sulla Chuenisbärgli di Adelboden, mentre il suo ultimo risultato in carriera fu la medaglia d'oro conquistata nel supergigante ai Campionati svizzeri 1988.

## Palmarès

### Mondiali
- 1 medaglia:
  - 1 bronzo (combinata a Bormio 1985)

### Coppa del Mondo
- Miglior piazzamento in classifica generale: 7º nel 1985
- 7 podi (2 in supergigante, 3 in slalom gigante, 1 in slalom speciale, 1 in combinata):
  - 2 vittorie
  - 1 secondo posto
  - 4 terzi posti

#### Coppa del Mondo - vittorie
| Data             | Località      | Paese      | Specialità |
| ---------------- | ------------- | ---------- | ---------- |
| 8 gennaio 1985   | Schladming    | Austria    | GS         |
| 15 febbraio 1985 | Kranjska Gora | Jugoslavia | GS         |

Legenda:

GS = slalom gigante

### Campionati svizzeri
- 7 medaglie (dati parziali, dalla stagione 1980-1981):
  - 7 ori (combinata[senza fonte] nel 1981; combinata[senza fonte] nel 1983; slalom gigante, combinata[senza fonte] nel 1984; slalom gigante, combinata[senza fonte] nel 1985; supergigante[senza fonte] nel 1988)